# Коле ин Су (Асколи Пичено)
Коле ин Су (итал. Colle in Su) насеље је у Италији у округу Асколи Пичено, региону Марке.
Према процени из 2011. у насељу је живело 30 становника. Насеље се налази на надморској висини од 178 м.